# Dvorane
Dvorane (em cirílico: Дворане) é uma vila da Sérvia localizada na cidade de Kruševac, pertencente ao distrito de Rasina, na região de Rasina. A sua população era de 489 habitantes segundo o censo de 2011.

## Demografia
| 1948 | 1953 | 1961 | 1971 | 1981 | 1991 | 2002 | 2011 |
| ---- | ---- | ---- | ---- | ---- | ---- | ---- | ---- |
| 781  | 804  | 775  | 739  | 772  | 728  | 594  | 489  |